# Porfiria variegata
Porfiria variegata é um tipo de porfiria que pode ter sintomas agudos (severos porém não muito prolongados) que afetam a pele. Este distúrbio resulta dos baixos níveis da enzima responsável pelo sétimo passo na produção do heme, que é uma molécula vital para todos os órgãos do corpo, já que é um componente da hemoglobina, a molécula que carrega oxigênio no sangue. A porfiria variegata é uma doença genética rara que afeta a produção de heme, uma substância necessária para a formação da hemoglobina. A porfiria variegata é causada por mutações em um gene que codifica uma enzima envolvida na produção de heme.
Os sintomas da porfiria variegata podem variar de pessoa para pessoa e incluem dor abdominal, fraqueza muscular, problemas de pele, intolerância à luz solar e distúrbios neurológicos.
As complicações da porfiria variegata podem incluir danos permanentes aos nervos, insuficiência renal e danos ao fígado.
O diagnóstico da porfiria variegata é feito através de exames de sangue e urina para medir os níveis de porfirinas.
O tratamento da porfiria variegata geralmente envolve o gerenciamento dos sintomas e a prevenção de crises agudas. Isso pode incluir a administração de carboidratos intravenosos, medicamentos para controlar os sintomas neurológicos e evitar a exposição à luz solar.
https://www.msdmanuals.com/pt-br